# Alte Kirche von Sodankylä

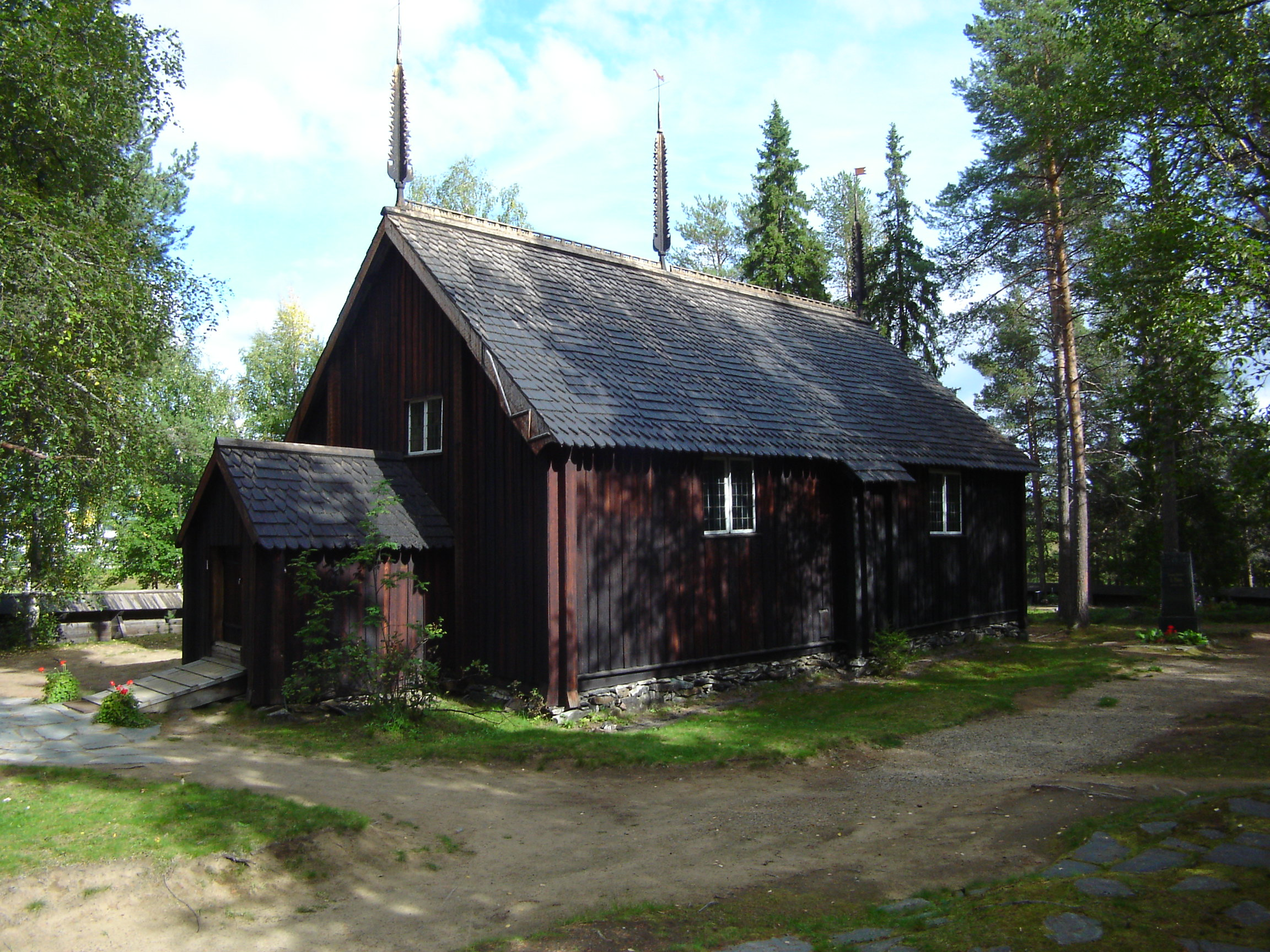
Die Alte Kirche von Sodankylä

Die Alte Kirche von Sodankylä ist eine 1689 erbaute Holzkirche in der Gemeinde Sodankylä in Finnisch-Lappland. Der schlichte Bau gehört zu den ältesten und besterhaltenen Holzkirchen Finnlands. Die Alte Kirche von Sodankylä liegt am Rand des Kirchdorfs, des Hauptorts der Gemeinde, inmitten eines alten Friedhofs unweit der Neuen Kirche aus dem Jahr 1859. Seit der Fertigstellung der Neuen Kirche nutzt die evangelisch-lutherische Kirchengemeinde Sodankylä die Alte Kirche nur noch im Sommer zu besonderen Anlässen.

## Geschichte

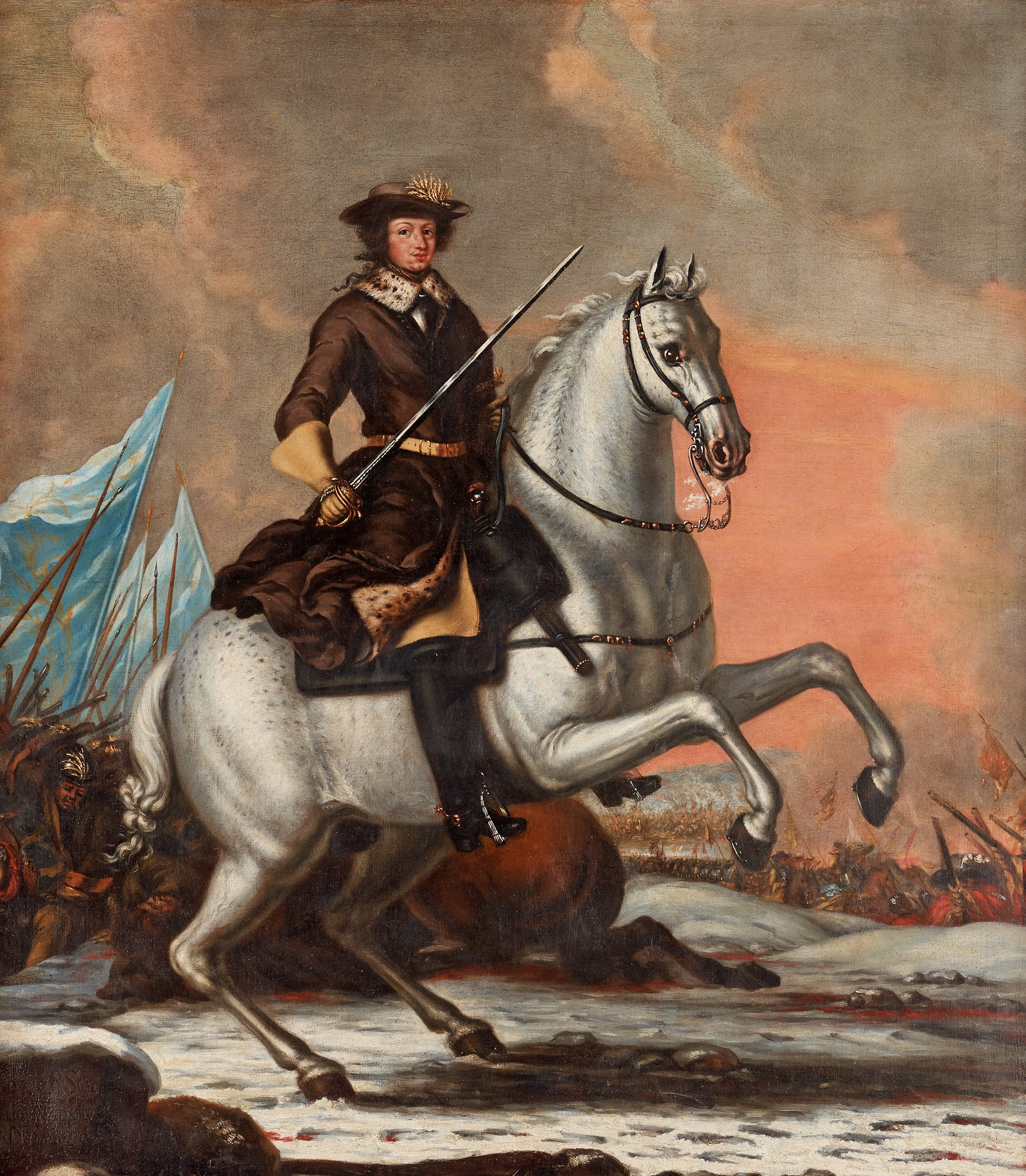
König Karl XI. finanzierte den Bau der Kirche (Gemälde von David Klöcker Ehrenstrahl, 1676)

Im 17. Jahrhundert weiteten das Schwedische Reich und die lutherische Kirchenverwaltung ihren Einfluss im samisch besiedelten Lappland aus. Die ersten Kirchen in der Kemi-Lappmark (dem Ostteil des heutigen Finnisch-Lapplands) entstanden um 1646 in Kemijärvi und Inari. Die Einwohner der beiden im heutigen Gemeindegebiet Sodankyläs gelegenen Samendörfer Sodankylä und Sompio besuchten von nun an die Kirche im rund 100 Kilometer entfernten Kemijärvi. Schon 1674 bot der schwedische König Karl XI. an, eine Kirche in Sompio zu erbauen. Die Einwohner Sompios und Sodankyläs beschieden aber, es bestünde kein Bedarf für eine neue Kirche. Elf Jahre später beantragten die Samendörfer Sodankylä, Sompio und Kittilä aber bei Johan Tuderus, dem Pfarrherrn von Kemi, der König möge in Sodankylä eine Pfarrstelle einrichten. 1686 beauftragte Karl XI. Hans A. Krusen, den Gouverneur der Provinz Västerbotten, zu der auch Sodankylä gehörte, mit dem Bau einer Kirche. Wegen der Abgelegenheit Sodankyläs nahmen die Vorbereitungen zwei Jahre in Anspruch. Am 23. September 1688 gewährte Karl XI. schließlich 900 Kupfertaler aus seinen persönlichen Mitteln für den Kirchenbau. Als Standort wurde die Mündungsspitze am Zusammenfluss der Flüsse Jeesiöjoki und Kitinen gegenüber dem Dorf Sodankylä, das sich damals noch auf der anderen Flussseite befand, gewählt.
Der Bau der Kirche von Sodankylä begann entweder im Herbst 1688 oder im Laufe des folgenden Jahres. Über den Baumeister der Kirche herrscht keine Gewissheit. In der Eingangstür der Kirche sind die Initialen MM2 und die Jahreszahl 168(?) eingeritzt. Möglicherweise stehen die Initialen für den aus Vuono, einem Dorf in Alatornio, stammenden Zimmermann Michel Michelsson (Mikko Mikonpoika), der nachweislich am Bau der kurz zuvor fertiggestellten Kirche von Tornio beteiligt gewesen war. Fertiggestellt wurde die Kirche im Jahr 1689. Sodankylä war zunächst eine Kapellengemeinde des Kirchspiels Kemi, ab 1747 dann eine eigenständige Kirchengemeinde, zu welcher die Samendörfer Sodankylä, Sompio, Kittilä und Keminkylä (heute Pelkosenniemi und Savukoski) gehörten.

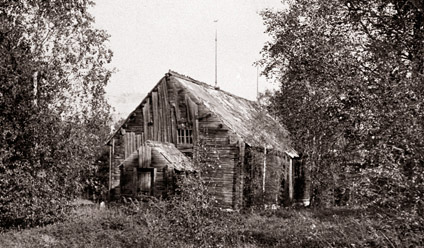
Die Alte Kirche von Sodankylä vor der Renovierung in den 1920er Jahren

1859 wurde die aus Stein gebaute Neue Kirche von Sodankylä fertiggestellt, die seitdem als Hauptkirche der Gemeinde dient. Die nunmehr ungenutzte Alte Kirche begann zu verfallen, ehe man sich auf ihren historischen Wert besann und beschloss, die Kirche zu erhalten. Die ersten Restaurierungsarbeiten wurden 1926 durchgeführt. Im Lapplandkrieg blieb die Alte Kirche 1944 unversehrt, während das umliegende Dorf von den abziehenden Wehrmachtstruppen abgebrannt wurde. Weitere umfangreiche Restaurierungen fanden 1979–80 und 1992–95 unter Leitung der finnischen Museumsbehörde (Museovirasto) statt. Bei der letzten Renovierung wurde das Dach erneuert und die Außenwände wurden mit Brettern verkleidet.
Heute findet in der Alten Kirche während des Sommers einmal pro Woche eine Vesper statt, daneben wird sie für kleinere Andachten und Trauungen genutzt.

## Baubeschreibung

### Außenbau
Die Alte Kirche von Sodankylä ist von sehr schlichter Gestalt. Sie ist in Blockbauweise auf einem Steinfundament errichtet und besteht aus einem geosteten Langhaus mit rechteckigem Grundriss, an welches im Westen ein Vorraum und im östlichen Bereich der Nordseite eine Sakristei angebaut sind. Die Ausmaße des Langhauses betragen 12,9 × 8,3 Meter. Die Seitenwände sind 3,85 Meter hoch, die Deckenhöhe beträgt rund 7,5 Meter. An der Mitte der Längswände befindet sich jeweils ein hohler Kastenpfeiler, der die Gewichtslast der Dachkonstruktion auf die Verbindungsstelle der Balken mindert. Dadurch vertritt die Alte Kirche von Sodankylä den Typ der Stützpfeilerkirche, eine Bauform, die im 17. und 18. vor allem in der finnischen Landschaft Österbotten verbreitet war. Von Außen sind die Wände vertikal mit naturpatinierten Brettern verkleidet. Das Satteldach der Kirche ist mit hölzernen Dachpfannen gedeckt, die durch ihre unterschiedliche Form ein Dreiecksmuster bilden. Den First zieren ein Dachkamm und drei Wimpelstangen.
Über einen Kirchturm verfügt die Alte Kirche von Sodankylä nicht. Ursprünglich befand sich an der Südseite der Kirche ein freistehender Glockenstapel, in welchem die Kirchenglocken untergebracht waren. Ein erster Glockenstapel wurde Anfang des 18. Jahrhunderts erbaut, nachdem König Karl XI. bereits in den 1690er Jahren eine Glocke gestiftet hatte. 1748–49 wurde er durch einen neuen, größeren Glockenstapel ersetzt, der Platz für zwei Kirchenglocken bot. Nachdem dieser baufällig geworden war, wurde 1827 wiederum ein neuer Glockenstapel errichtet. Nach Fertigstellung der Neuen Kirche wurden die Kirchenglocken 1859 in dessen Kirchturm verlegt und der nunmehr überflüssig gewordene Glockenstapel wurde abgerissen.

### Innenraum

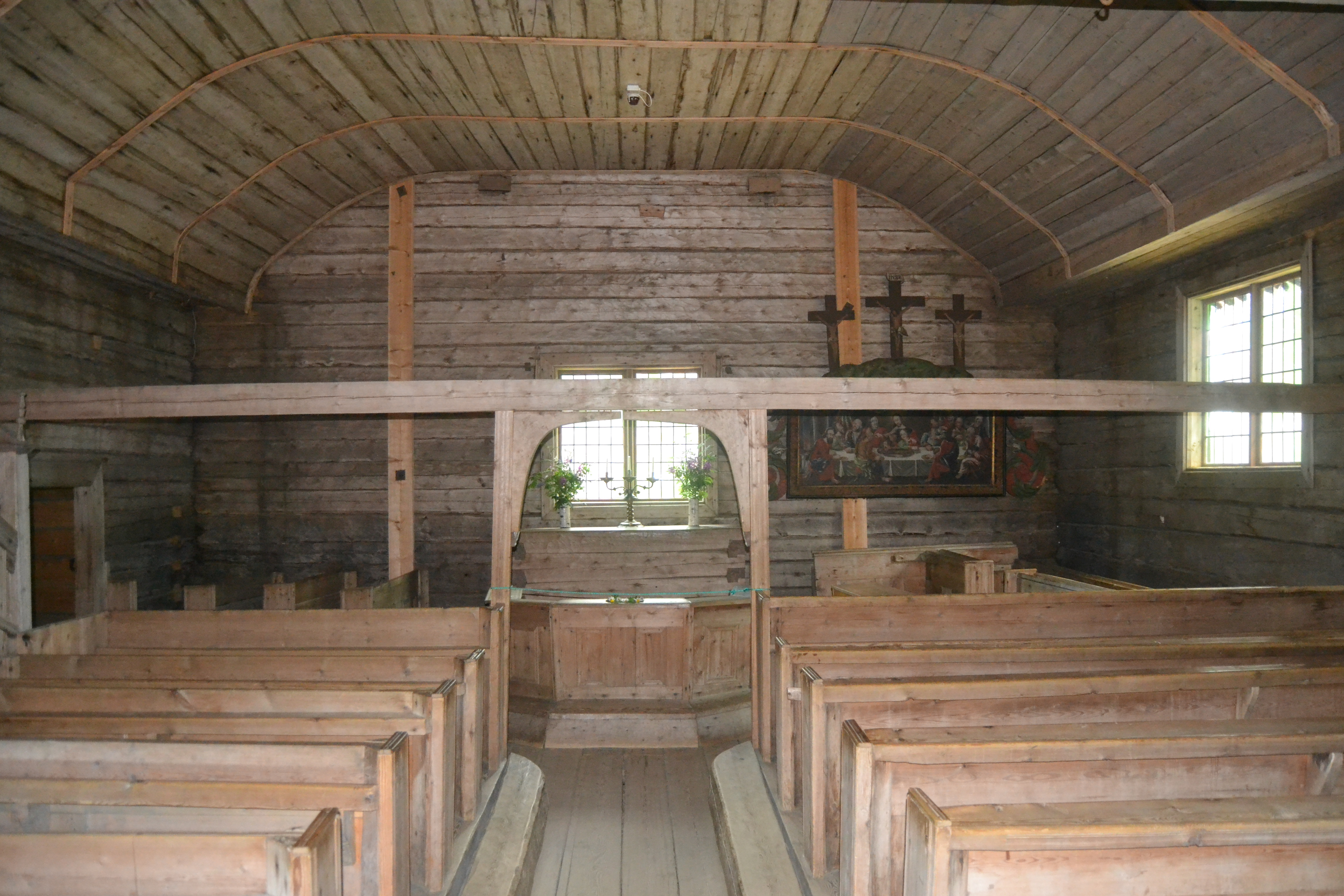
Innenraum

Der Innenraum wird von einem gezimmerten Tonnengewölbe aus dem Jahr 1703 abgeschlossen. Sämtliche Oberflächen und Objekte im Innenraum sind aus Holz geschnitzt und unbemalt. Altar und Kanzel sind in ihrer ursprünglichen Form erhalten. Der Chorraum wird durch eine schlichte Chorschranke vom übrigen Kirchenraum abgetrennt.
Die Altartafel der Kirche trägt den Titel Das letzte Abendmahl und wurde 1739 von Petter Bergström gemalt. Dargestellt ist, wie Jesus Christus, den Apostel Johannes im Schoß haltend, Judas, der als Zeichen des Verrats einen Geldbeutel in der Hand hält, das Abendmahl reicht. Als Vorbild dürfte Bergström die Altartafel der Kirche von Tornio (Didrik Möllerum, 1701) gedient haben. Das gleiche Motiv findet sich in den ebenfalls von Petter Bergström gemalten Altartafeln der Kirchen von Övertorneå und Pudasjärvi.